# Torslev Sogn (Frederikshavn Kommune)
 For alternative betydninger, se Torslev Sogn. (Se også artikler, som begynder med Torslev Sogn)
Torslev Sogn er et sogn i Frederikshavn Provsti (Aalborg Stift). 1. oktober 2010 blev Østervrå Kirkedistrikt udskilt af Torslev Sogn som det selvstændige Østervrå Sogn.
1. december 2024 blev Østervrå Sogn atter indlemmet i Torslev Sogn
I 1800-tallet var Lendum Sogn fra Horns Herred anneks til Torslev Sogn fra Dronninglund Herred, begge i Hjørring Amt. Trods annekteringen var Lendum og Torslev selvstændige sognekommuner. Ved kommunalreformen i 1970 blev Lendum indlemmet i Sindal Kommune, som ved strukturreformen i 2007 indgik i Hjørring Kommune. Og Torslev blev indlemmet i Sæby Kommune, som ved strukturreformen indgik i Frederikshavn Kommune.
I Torslev Sogn ligger Torslev Kirke og Øster Vrå Kirke.
I Torslev og Østervrå sogne findes følgende autoriserede stednavne (ikke opdelt mellem sognene):
- Bødkergård (bebyggelse)
- Damgren (bebyggelse)
- Donskov (bebyggelse)
- Elsthave (bebyggelse)
- Flamsholt (bebyggelse)
- Fredensbo (bebyggelse)
- Galtrup (bebyggelse)
- Gersholt (bebyggelse, ejerlav)
- Gydeje (bebyggelse, ejerlav)
- Gyldenhøj (bebyggelse)
- Hejseltlund (bebyggelse)
- Højstrup (bebyggelse)
- Klattrup (bebyggelse)
- Koldbro (bebyggelse)
- Korshuset (bebyggelse)
- Krogen (bebyggelse)
- Lille Ødegård (bebyggelse)
- Løgten (bebyggelse)
- Mølbak (bebyggelse)
- Nymark (bebyggelse)
- Nørkær (bebyggelse)
- Nørre Krogsdam (bebyggelse)
- Petersholt (bebyggelse)
- Ris Mark (bebyggelse)
- Rosendal (bebyggelse)
- Rævmose (bebyggelse)
- Skoven (bebyggelse)
- Sortmose (bebyggelse)
- Stenskrog (bebyggelse)
- Store Ødegård (bebyggelse)
- Straden (bebyggelse)
- Søholt (bebyggelse)
- Sønder Hedelund (bebyggelse)
- Tamstrup (bebyggelse)
- Thorshøj (bebyggelse)
- Toften (bebyggelse)
- Toftenshuse (bebyggelse)
- Torslev Præstegårdsmark (bebyggelse)
- Tranholm (bebyggelse)
- Try (bebyggelse, ejerlav)
- Vang (bebyggelse)
- Vester Hedelund (bebyggelse)
- Vrængmose (bebyggelse)
- Vrå Skovhuse (bebyggelse)
- Ørslev (bebyggelse)
- Øster Hedelund (bebyggelse)
- Østervrå (bebyggelse, ejerlav)